# Halcón ML-63
El Halcón ML-63 es un subfusil fabricado por la compañía de Armas Halcón de Buenos Aires.

## Desarrollo
El subfusil Halcón ML-63 (Pistola ametralladora Halcón, Modelo Liviano 1963) fue desarrollado en 1963 por la compañía de armas argentina Halcón. Esta arma vio uso extensivo por las Fuerzas Armadas argentinas durante el conflicto con Gran Bretaña en las islas Malvinas. También fue utilizado por la policía argentina hasta inicios de la década de 1990.
El subfusil Halcón ML-63 es un arma accionada por retroceso, que dispara a cerrojo cerrado. Tiene un "martillo" o un percutor deslizante, que se lanza cuando el cerrojo se cierra, y se libera cuando se presiona el gatillo. Tiene configuración de doble gatillo, que permite disparar en modo semiautomático (gatillo frontal) o en modo automático (gatillo trasero). La manija de carga se encuentra en el lado derecho del cajón de mecanismos y se mueve junto con el cerrojo. El arma está fabricada principalmente de chapa de acero estampado, y esta equipado con cañón liso que tiene un gran compensador en la boca. El brocal del cargador se extiende para proporcionar un cómodo agarre delantero para la mano que no dispara. El Halcón ML-63 usualmente estaba equipado con una culata telescópica simple, hecha de alambre de acero, aunque se puede reemplazar con una culata de madera fija o desmontable. Sus mecanismos de puntería se caracterizan por una alza pivotante en forma de L, con ajustes para 50 y 100 metros.

## Usuarios
- Argentina
  - Ejército Argentino
  -  Armada Argentina
  - Fuerza Aérea Argentina
  - Prefectura Naval Argentina
  - Policía Federal Argentina
  - Gendarmería Nacional Argentina
  - Servicio penitenciario bonaerense 
  - Actualmente es usada para custodia policial que llevan los camiones de caudales del Banco de la Nación Argentina y la g.s.e del servicio penitenciario bonaerense